# 752 Sulamitis
752 Sulamitis este un asteroid din centura principală, descoperit pe 30 aprilie 1913, de Grigori Neuimin și M. Bieliavski.